# 栖原依夢
栖原 依夢（すはら いむ）は、日本のライトノベル作家である。

## 概要
関西出身。2011年よりネット小説の執筆・投稿を始める。
2013年6月26日にスライム名義で投稿した作品『Dear Friend』が第1回エリュシオンライトノベルコンテスト（現: ネット小説大賞）を受賞した。2013年6月30日に『魔王が地上では救世主になっている理由』で商業デビューを果たした。
2013年12月には第1回エリュシオンライトノベルコンテスト受賞作である『Dear Friend』を、題名を『壊天の召喚撃退士』、ペンネームを栖原依夢に変えて刊行している。
本人のインタビューでは、栖原依夢というのは書籍で活動する際のペンネームで、ネット上では主にスライムという名前を使っていたと話している。また、尊敬する作品として『天鏡のアルデラミン』『問題児たちが異世界から来るそうですよ?』『ダンジョンに出会いを求めるのは間違っているだろうか?』『ナイツ＆マジック』などを挙げている。

## 書籍化作品
- 『魔王が地上では救世主になっている理由』（イラスト: ぶーた、アルファポリス）[3]
- 『壊天の召喚撃退士』（イラスト: 218、新紀元社）[5]
- 『最強勇者の弟子育成計画』（イラスト: 吉武、宝島社）[7]